# Kaffeekirschenkäfer
Der Kaffeekirschenkäfer (Hypothenemus hampei) ist ein kleiner, ursprünglich in Afrika beheimateter Käfer. Er ist der am weitesten verbreitete Schädling der Kaffeepflanzen.

## Merkmale
Es handelt sich um einen sehr kleinen Käfer mit Körperlängen zwischen 1,2 und 1,9 Millimeter, mit der typischen Körpergestalt der Borkenkäfer. Das Pronotum ist in der Mitte buckelförmig erhaben, der Kopf teilweise darin eingezogen und von oben nicht sichtbar. Der Kopf trägt Antennen mit einer dreigliedrigen, verschmolzenen Fühlerkeule, deren Glieder durch Borstenreihen abgesetzt erscheinen. Ein Tuberkel in der Mitte der Stirn fehlt bei dieser Art. Der Vorderrand des Pronotum trägt sechs Zähne, seine gesamte Oberfläche ist durch erhabene, raspelförmige Punkte gegliedert und behaart. Die Flügeldecken tragen feine Punktstreifen und eine recht dichte, abstehende Behaarung aus feinen Haaren und Schuppenhaaren. Dabei sitzt in jedem Reihenpunkt ein feines Haar. In den Zwischenräumen zwischen den Reihenpunkten sitzt eine Reihe langer, schwach abgeplatteter Schuppenhaare. Die Art ist nicht leicht von anderen Arten der artenreichen Gattung Hypothenemus zu unterscheiden.

## Biologie und Lebensweise

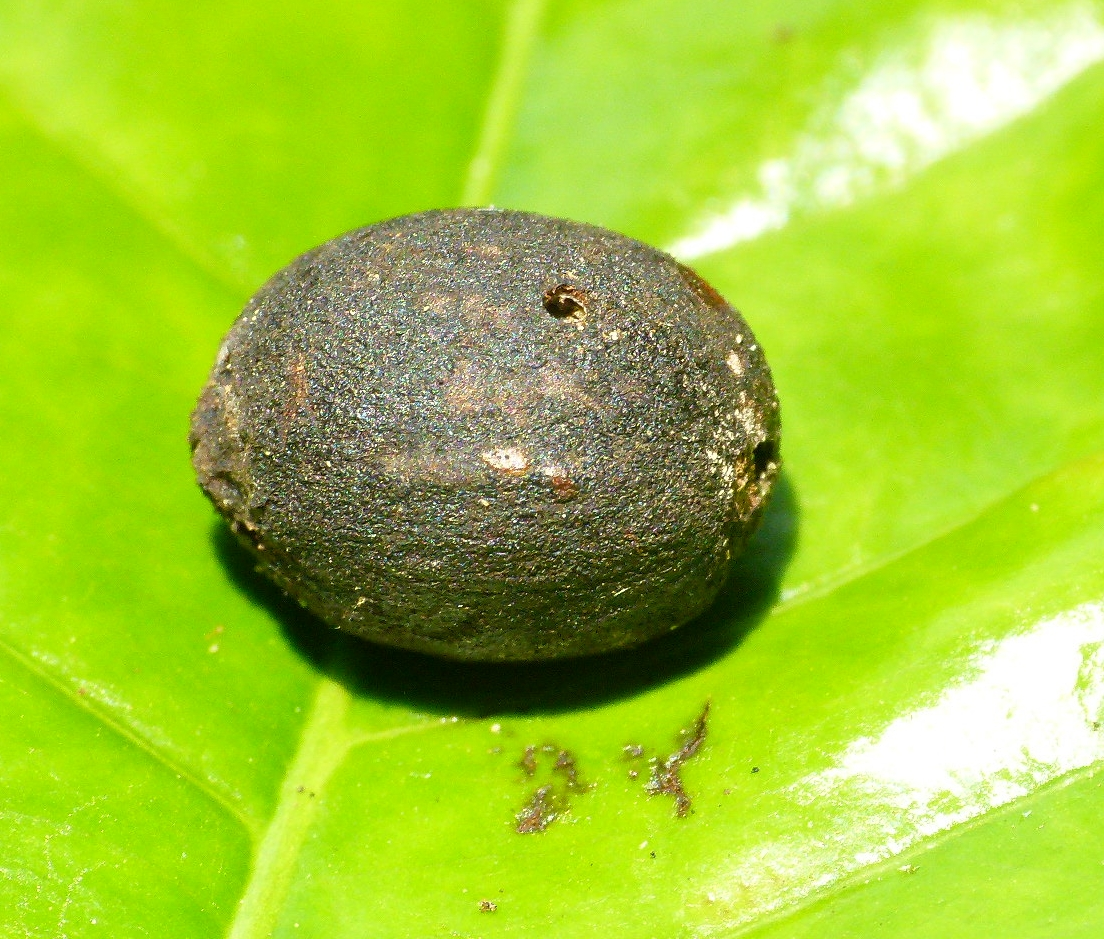
Kaffee-Kirsche mit Ein- und Austrittslöchern

Hypothenemus hampei ist ein Schädling unreifer Kaffee-Kirschen und verursacht keine Schäden an Blättern, Zweigen oder Stämmen. Er befällt beide kommerziell angebaute Kaffee-Arten, Arabica-Kaffee und Robusta-Kaffee, wobei der Robusta-Kaffee Coffea canephora als Ursprungswirt gilt; daneben werden vermutlich einige Hülsenfrüchtler als Ausweichwirte akzeptiert und ermöglichen gelegentlich auch erfolgreiche Fortpflanzung. Sie fressen Gänge in das Endosperm der Samen („Kaffeebohnen“). Bei hoher Befallsrate werden auch reife Samen attackiert und geschädigt, obwohl sie keine Fortpflanzung ermöglichen. Neben der direkten Schädigung und den dadurch bedingten Ernteausfällen kommt es durch die Verletzung zu Infektionen und Befall durch sekundäre Schädlinge. Die Weibchen fressen Galerien in das Fruchtfleisch der Kaffeekirschen. An Bohnen geeigneten Reifegrads legt ein Weibchen zwischen 31 und 119 Eier ab, wobei jede Kirsche nur von einem Weibchen befallen wird. Nach etwa vier Tagen schlüpfen die Larven aus. Die Larven fressen sich durch die äußeren Schichten zum Endosperm hindurch und minieren im Inneren des Samens. Obwohl am Strauch wachsende Früchte bevorzugt befallen werden, kann die Entwicklung an zu Boden gefallenen vollendet werden. Wie bei zahlreichen anderen Borkenkäfern benötigen die Larven eventuell symbiotische Pilzarten zur Verdauung der Nahrung, dies wurde aber noch nicht sicher nachgewiesen. Bei 27 Grad Celsius werden die Larvenstadien in 15 Tagen und das Puppenstadium in sieben Tagen durchlaufen, der gesamte Lebenszyklus in 28 bis 34 Tagen. Durch die schnelle Entwicklung können zahlreiche Generationen im selben Jahr aufeinander folgen. In der Elfenbeinküste werden bis zu neun aufeinanderfolgende Generationen im Jahr angegeben, in Kolumbien sind es aber nur zwei bis drei. Die Käfer bilden meist Aggregationen aus, so dass sich ein fleckenartiges Befallsmuster ergibt. In Kaffee-Anbaugebieten mit jährlicher Trockenzeit verbleiben die Käfer in Ruhephase in trockenen Kaffeefrüchten und werden in der folgenden Regenzeit wieder aktiv. Die Aktivität wird normalerweise nicht durch Kälte limitiert, die Aktivitätsschwelle von 15 Grad liegt unter der Grenze von 16 Grad, die den Kaffeeanbau limitiert.
Der Kaffeekirschenkäfer ist getrenntgeschlechtlich, wobei Weibchen etwa zehnmal häufiger vorkommen als Männchen. Die Männchen besitzen keine funktionsfähigen Flügel und verlassen normalerweise die Bohnen nicht, die Paarung erfolgt unmittelbar nach dem Schlupf. Die Weibchen sind flugfähig. Sie verlassen die Bohne erst etwa 12 Tage nach ihrem Schlupf. Die Flugaktivität der Weibchen ist unterschiedlich, kann aber zu Neubefall auch in recht weit entfernten Regionen führen, daneben werden sie aber sehr oft in infizierten Samen mit Transporten vom Menschen verschleppt. Die Flugaktivität fällt meist auf die Nachmittagsstunden.

### Horizontaler Gentransfer
Eine Untersuchung von 2012 durch Ricardo Acuña und Kollegen fand Indizien dafür, dass das Insekt das Gen HhMAN1 für das Verdauungsenzym Mannanase durch horizontalen Gentransfer von einem Bakterium erworben hat. Das Enzym dient dem Käfer dazu, Galactomannane, die wichtigsten Speicher-Kohlenhydrate der Kaffeebohne, aufzuschließen und zu verdauen. Mannanasen sind sonst bei Insekten unbekannt, auch die nahe verwandte Art Hypothenemus obscurus besitzt kein solches Enzym. Zusätzliche biogeografische Analysen zeigen, dass sich der horizontale HhMAN1-Gentransfer in H. hampei bereits vor der Ausbreitung des Insektes von Westafrika nach Asien und Südamerika ereignet haben muss.
Es handelt sich um einen von bisher nur wenigen Fällen, bei denen horizontaler Gentransfer auf eine Tierart gefunden wurde. Dieser ist möglicherweise weiter verbreitet, aber bisher nur selten nachgewiesen. Der Übertragungsmechanismus ist bisher wissenschaftlich noch nicht aufgeklärt.

## Verbreitung
Als ursprüngliche Heimat des Käfers gilt Zentralafrika. Von hier wurde er fast weltweit durch den Menschen in nahezu alle Anbaugebiete verschleppt, Ausnahmen sind Nepal, China und Papua-Neuguinea. Nach Hawaii wurde er 2010 eingeschleppt. Die genetische Variabilität der Art ist weltweit gering, was auf die kurze Verschleppungszeit zurückgeführt wird.

## Ökonomische Bedeutung
Der Kaffeekirschenkäfer ist der wichtigste Schädling des Kaffeeanbaus weltweit, die Schäden werden auf jährlich mehr als 500 Millionen US-Dollar abgeschätzt. Er bedroht damit die Lebensgrundlage von mehr als 25 Millionen ländlicher Haushalte, die vom Kaffeeanbau ihren Lebensunterhalt gewinnen. In unbehandelten Kaffeekulturen werden Befallsraten zwischen 60 Prozent (Mexiko) und 90 Prozent (Tansania) angegeben. Die Bekämpfung erfolgt in der Regel mit synthetischen Insektiziden, vor allem Endosulfan und Chlorpyrifos. Daneben werden eine Reihe biologischer Antagonisten zur Bekämpfung getestet, darunter die parasitoiden Wespen Cephalonomia stephanoderis, Cephalonomia hyalinipennis und Prorops nasuta (Familie Bethylidae), Phymastichus coffea (Familie Eulophidae) und Heterospilus coffeicola (Familie Braconidae) und der entomophage Pilz Beauveria bassiana. Auch der Fransenflügler Karnyothrips flavipes wird zur biologischen Schädlingsbekämpfung als wirksam angesehen. Für die Zukunft werden steigende Schäden durch den Klimawandel erwartet, da die Art aus dem tropischen Tiefland stammt und in den Bergregionen, dem Zentrum des Arabica-Anbaus, durch steigende Temperaturen begünstigt wird.